# Schistochila reinwardtii
Schistochila reinwardtii là một loài rêu tản trong họ Schistochilaceae. Loài này được (Nees) Schiffner miêu tả khoa học lần đầu tiên năm 1898.